# پیز کانال
پیز کانال (به لاتین: Piz Canal) یک کوه در سوئیس است که در کانتون گراوبوندن واقع شده‌است. پیز کانال ۲٬۸۴۶ متر بالاتر از سطح دریا واقع شده‌است.